# Angle irido-cornéen
L'angle irido-cornéen est, dans l'œil, l'angle délimité par la face antérieure de l'iris et par la face postérieure de la cornée. Il abrite le trabéculum qui draine l'humeur aqueuse de la chambre antérieure de l'œil vers le canal de Schlemm.
Il est donc constitué par la jonction de la cornée et de la sclère en avant et en arrière par la périphérie de l'iris qui s'insère sur le corps ciliaire. C’est le lieu de résorption de l’humeur aqueuse.

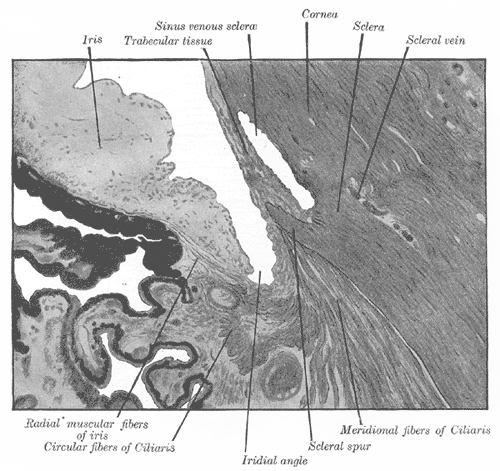
coupe histologique montrant l'angle iridocornéen

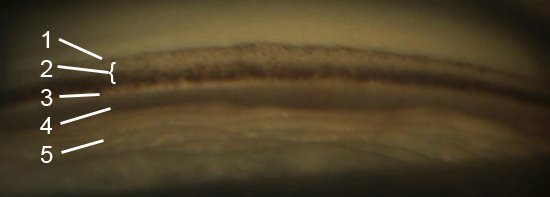
une gonioscopie montrant un angle irido-cornéen normal (dit ouvert) avec les structures qui le délimitent. 1.la ligne de Schwalbe qui représente la limite externe de l'endothélium cornéen, 2.le Trabéculum, 3.le bord antérieur de la sclérotique, 4.le corps ciliaire, 5.l'iris